# Архангельский областной совет
Арха́нгельский областно́й сове́т — орган советской власти в Архангельской области; был образован 23.09.1937 одновременно с Архангельской областью.
До 1991 года в состав Архангельской области входил Ненецкий автономный округ.

## Исполнительный комитет Архангельского областного Совета
- 31.10.1937 - 14.07.1938 председатель Кочуров, Григорий Фёдорович

- 14.07.1938 - 03.1939 председатель Жидилягин, Василий Филатович

- 03.1939 - 22.04.1939 и.о. председатель Мусинский, Василий Степанович

- 22.04.1939 - 06.1939 и. о. председателя Огарков, Михаил Андреевич

- 06.1939 - 06.10.1942 председатель Огарков, Михаил Андреевич

- 06.10.1942 - 19.11.1946 председатель Фёдоров, Александр Григорьевич

- 19.11.1946 - 23.09.1948 председатель Латунов, Иван Сергеевич

- 23.09.1948 - 18.09.1952 председатель Минин, Пётр Васильевич

- 18.09.1952 - 18.03.1957 председатель Моликов, Сергей Иванович

- 18.03.1957 - 12.11.1960 председатель Новиков, Константин Александрович

- 12.11.1960 - 5.6.1965 председатель Агибалов, Владимир Григорьевич

- 05.06.1965 - 27.06.1975 председатель Костров, Константин Константинович

- 27.06.1975 - 04.1990 председатель Третьяков, Виктор Михайлович

- 04.1990 - 01.10.1991 председатель Балакшин, Павел Николаевич

## Архангельский областной Совет
- 06.1990 - 1993 председатель Гуськов, Юрий Александрович